# Сврљиг (тврђава)
Сврљиг је тврђава у Србији, чији се остаци налазе на стени у клисури Сврљишког Тимока, између Нишевца и Вароши, северно од данашњег Сврљига. Данас има мало остатака утврђења, који су додатна оштећења доживели током НАТО агресије на СРЈ 1999. године.
Oдлуком Скупштине општине Сврљиг број 633-1/86-01 од 22.05.1986. године, тврђава је проглашена Културним добром - споменик културе. Под надлежности је Завода за заштиту споменика културе Ниша. 

## Прошлост утврђења
На ширем простору данашњег утврђења, у атарима околних насеља, нађен је читав низ налаза из доба позне антике, због чега се сматра да се ту налазила станица Thimacum maior, на траси старог путног правца који је Via Militaris и Ниш повезивао са обалом Дунава, долином Тимока.
Прво помињање Сврљига потиче из 1019. године, када се у повељи византијског цара Василија II (976—1025), после пропасти Самуиловог царства, наводе области под јурисдикцијом словенске Охридске архиепископије. Тада се он са облашћу око њега наводи у склопу Нишке епархије. Сврљиг је остао у византијским рукама све до 1183. године, када га заузима Стефан Немања ((1166)1168—1196), са Нишом и другим околним градовима (Равни и Кожељ). После његовог пораза у бици на Морави 1191. године, Сврљиг бива враћен Византији, да би након побуне Асена и обнове бугарске државе, крајем 12. века, ушао у њен састав.
Сврљишко јеванђеље, од кога је сачувано 11 листова, писао је монах-чатац Константин 1279. године, у доба цара Ивајла (1277—1279). Иако се тврђава тада налазила у саставу Бугарске државе, у сачуваним листовима се уочавају српске језичке особине и употреба српских предложака, што сведочи о језичком стању у долини Тимока и културним везама овог краја са осталим српским земљама. Ови листови чувају се у Српској академији наука и уметности.
После битке код Велбужда 1330. године, Сврљиг, заједно са Нишем, улази у састав тадашње Србије, а крајем века постаје део Османске империје.
У завршној фази грађанског рата који је захватио Отоманску империју после битке код Ангоре (1402) и смрти султана Бајазита (1389—1403), његов син Муса је на почетку свог похода на Србију 1412-1413. године, напао бега Хамзу, који се одметнуо од његове власти. Тврђаве Сврљиг и Соколница, које је држао су заузете, он је заробљен и послан у престоницу Хадријанопољ, а локално становништво је расељено, пошто је пружало подршку деспоту Стефану (кнез 1389—1402, деспот 1402—1427). Након тога, Муса је свој поход наставио упадом у Србију, прво је заузео Липовац и Бован, после чега упада у Моравску долину и осваја Сталаћ, Петрус, Крушевац и Копријан. Током наредних деценија, тврђава је остала у рукама Османлија, као једно од утврђења у непосредној близини границе са Српском деспотовином.
Први отомански дефтер за ово подручје наводи Сврљиг као седиште истоимене нахије, због чега се сматра да је претходно био седиште истоимене жупе. Том приликом је у њој забележено 64 села и 22 селишта, што је Сврљишку нахију сврставало међу слабо насељене. Сам дефтер, за области Крушевца, Топлице и Дубочице, настао је између 1444. и 1446. године, али се подаци о Сврљигу налазе у његовој допуни из 1453. године,

## Изглед и остаци утврђења
Тврђава Сврљиг је подигнута на врху стеновитог брда (Куле, 505 m нмв) изнад ушћа речице Белице у Сврљишки Тимок, на месту на коме се он пробија кроз малу клисуру. Захваљујући окомитим стенама, прилаз Сврљигу могућ је само са северозапада, преко заравни која се назива Пазариште и води ка малом процепу међу стенама, који је на појединим местима додатно проширен да би се омогућио пролаз кроз њега. Сам прилаз је вероватно био брањен још једном изолованом утврдом, док је пролаз кроз стене највероватније био надзидан кулом или неким другим објектом.
Утврђење се пружало источно од овог пролаза и од њега се до данас очувало врло мало остатака, али је уочљиво да су његови бедеми пратили терен и опасивали уску зараван на врху узвишења, на коме је смештено утврђење. На западном крају налазе се остаци куле квадратне основе, ширине и дебљине зидова 1,3 метра, од које се очувала само источна страна, чија је висина, средином 20. века, достизала 4,5 m. Поред ње се налази објекат усечен у стену, за кога се претпоставља да је био цистерна за воду. На североисточном крају и највишем делу утврђења налазе се остаци куле кружне основе, чији је унутрашњи пречник 4.5, а дебљина зидова 1,05 m. Она је била очувана до висине од 7 m, али је током НАТО агресије на СРЈ 1999. године тешко оштећена, пошто подно ње, кроз клисуру Сврљишког Тимока пролази железничка пруга која повезује Ниш и Књажевац. Дужина утврђења, од западне куле до његовог најисточнијег краја износи 95 m, док његова највећа ширина, од округле куле до најјужније тачке бедема износи 28,5 m.
Некадашње подграђе тврђаве простирало се на простору названом Пазариште (северозападно од тврђаве), на коме су раније били уочљиви и остаци пута покривеног калдрмом (Видински пут), док се у малој котлини (северно од тврђаве) налазе насељена места Варош и Палилула, чији називи указују на некадашње постојање градског насеља на том простору.
Јужно од утврђења, са друге стране Белице, налазе остаци три цркве, док се у његовој непосредној околини налази неколико пећинских испосница. Једна се налази испод самог утврђења, док су остале смештене на супротној обали Сврљишког Тимока.